# Лантан (коммуна)
Ланта́н (фр. Lantan) — коммуна во Франции, находится в регионе Центр. Департамент — Шер. Входит в состав кантона Дён-сюр-Орон. Округ коммуны — Сент-Аман-Монтрон.
Код INSEE коммуны — 18121.

## География
Коммуна расположена приблизительно в 220 км к югу от Парижа, в 125 км юго-восточнее Орлеана, в 29 км к юго-востоку от Буржа.
Вдоль северной и восточной границ коммуны протекает река Эрен.

## Население
Население коммуны на 2008 год составляло 106 человек.
| 1962 | 1968 | 1975 | 1982 | 1990 | 1999 | 2006 |
| ---- | ---- | ---- | ---- | ---- | ---- | ---- |
| 207  | 218  | 183  | 140  | 94   | 107  | 106  |

## Экономика
В 2007 году среди 64 человек в трудоспособном возрасте (15-64 лет) 49 были экономически активными, 15 — неактивными (показатель активности — 76,6 %, в 1999 году было 73,4 %). Из 49 активных работали 44 человека (27 мужчин и 17 женщин), безработных было 5 (2 мужчин и 3 женщины). Среди 15 неактивных 4 человека были учениками или студентами, 7 — пенсионерами, 4 были неактивными по другим причинам.

## Достопримечательности
- Церковь Сен-Поль (XII век). Исторический памятник с 1971 года[3]